# Greater Dandenong City
Greater Dandenong City is een Local Government Area (LGA) in Australië in de staat Victoria. Greater Dandenong City telt 128.745 inwoners. De hoofdplaats is Springvale.